# Font de la plaça d'Islàndia
La font de la plaça d'Islàndia està situada a la plaça homònima del barri de Navas de Barcelona.

## Història i descripció
Obra dels arquitectes Andreu Arriola Madorell i Carme Fiol i Costa (Arriola & Fiol Arquitectes), va ser inaugurada l'11 d'abril del 1995, al mateix temps que la plaça, amb la presència de la presidenta d'Islàndia, Vigdís Finnbogadóttir; l'alcalde de Barcelona, Pasqual Maragall, i el regidor Antoni Santiburcio.
Consta d'una bassa rectangular de 30 m de llarg per 15 m d'ample i cinc cascades. El guèiser, quan funciona, és intermitent i erràtic i cada vegada puja fins a una alçària diferent, que pot arribar fins als 18 m d'alçada. Cada «explosió» d'aigua ve precedida d'un rebombori dins l'estany causat pel moviment d'unes grans plaques inclinades d'acer corten.
La font va ser restaurada el 2024 i se'n va renovar l'interior i les canalitzacions, amb la instal·lació de filtres de depuració de l'aigua.